# Tour de Timor 2010

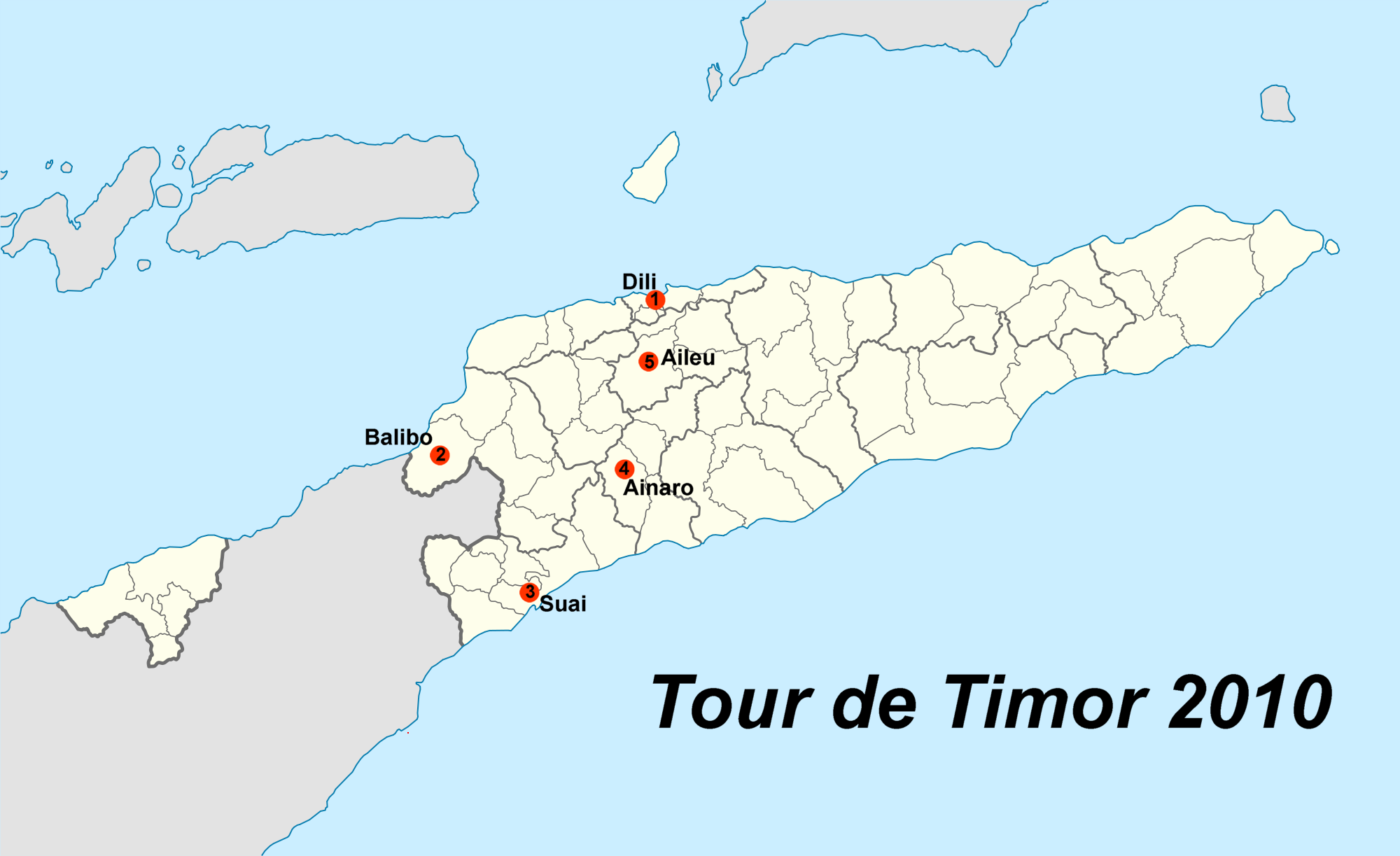
Tour de Timor 2010

Die Tour de Timor 2010 war die zweite Ausgabe des jährlichen Mountainbikerennens in Osttimor. Es fand vom 13. bis 17. September statt.
Bei dem Rennen starteten 340 Fahrern aus 16 Ländern. Die Route führte von Dili entlang der Küste Richtung Westen nach Balibo (124 km). Am zweiten Tag ging es weiter über Maliana nach Suai, nah der Südküste (95 km). Die dritte Etappe führte durch den Osten Cova Limas bis in das Bergland nach Ainaro (67 km). Am vierten Tag führte die Route über Maubisse nach Aileu (68 km), mit einem Höhepunkt bei 1900 m, bevor es am letzten Tag 56 km zurück nach Dili ging. Die gesamte Route hatte eine Strecke von 410 km.
Sieger und Gewinner des 15.000 US-Dollar-Preisgeldes wurde der Australier Adrian Jackson mit nur 29 Sekunden Vorsprung in 14:35:22. Zweiter wurde sein Landsmann Steele von Hoff, Dritter der Malaysier Shahrin Amir. Bester Osttimorese wurde Jacinto da Costa auf dem 13. Platz, 1:57:07 nach dem Sieger. Beste Frau war die Australierin Rowena Fry auf Platz 15. Auch in der Bergwertung lag Jackson vor von Hoff, der sich denn zweiten Platz mit Dan McConnell teilen musste.